# Edouard Longerstaey
Edouard Frederic Theodoor Longerstaey (Rupelmonde, 14 december 1919 - Kruibeke, 28 maart 1986) was een Belgisch diplomaat.
Na de Tweede Wereldoorlog was hij eerste secretaris op de Belgische ambassade in Nederland. Van 1 maart 1961 tot 30 januari 1962 was hij hoofd van de Belgische diplomatieke post te Kinshasa (Congo-Kinshasa) waarna hij naar Algiers (Algerije) ging waar in 1963 de Belgische Ambassade werd geopend. Longerstaey was daar tot 1964 bij de eerste posthoofd. Vervolgens werd hij vast afgevaardigde van België bij het bureau van de Verenigde Naties en bij de gespecialiseerde instellingen te Genève en in 1968 werd hij benoemd tot Belgisch ambassadeur te Rome. Het jaar erop volgde zijn benoeming tot ambassadeur bij de Verenigde Naties. Gedurende de maand augustus 1972 was hij voorzitter van de Veiligheidsraad van de Verenigde Naties. In maart 1977 werd hij secretaris-generaal van de West-Europese Unie (WEU) wat hij tot zijn pensionering in mei 1985 zou blijven waarbij hij werd opgevolgd door zijn landgenoot Alfred Cahen.